# Secusio sansibariensis
Secusio sansibariensis är en fjärilsart som beskrevs av M.Gaede 1926. Secusio sansibariensis ingår i släktet Secusio och familjen björnspinnare. Inga underarter finns listade.